# Судсай Хасадин
Судсай Хасадин (тайск. สุตสาย หัสดิน; 1920—2001) — таиландский военный и правый антикоммунистический политик. Основатель праворадикальной организации Красные гауры. Один из организаторов Таммасатской резни и государственного переворота 6 октября 1976 года. Высокопоставленный правительственный чиновник в 1970—1980-х годах.

## Генерал безопасности
Военную службу начинал в королевской кавалерии. В середине 1970-х в звании генерал-майора руководил армейским отделом внутренней безопасности. Придерживался крайне правых антикоммунистических взглядов.
Судсай Хасадин принадлежал к окружению премьер-министра фельдмаршала Танома Киттикачона. В начале 1973 года режим Киттикачона—Чарусатьена был свергнут студенческим протестным движением. К власти пришли либерально-демократические силы. Политическая ситуация быстро сдвигалась влево. В контексте общего положения в Индокитае — прихода к власти коммунистов во Вьетнаме, Лаосе, Камбодже — коммунизация Таиланда считалось реальной перспективой

## «Крёстный отец гауров». Таммасатская бойня
Генерал Судсай Хасадин стал одним из лидеров влиятельной правой группировки армейского командования, связанной с королевским двором. В 1974 году он основал антикоммунистическую организацию Красные гауры. Социальную базу составила люмпенизированная, криминальная и отчасти учащаяся молодёжь. Судсай Хасадин направил протест молодёжной вольницы против компартии, левых сил и либерального правительства. Он организовал финансирование и военную подготовку боевиков. К 1976 организация насчитывала до 25 тысяч человек. «Красные гауры» совершили ряд антикоммунистических терактов и уличных нападений. Они также охраняли фельдмаршала Киттикачона при его возвращении из эмиграции в Таиланд.
6 октября 1976 года «Красные гауры» приняли активное участие в Таммасатской резне. Прокоммунистические и левые студенческие организации были практически одномоментно ликвидированы. В тот же день «Красные гауры» оказались в авангарде государственного переворота — их агрессивные уличные акции способствовали отставке либерального правительства Сени Прамота. К власти пришла военная хунта адмирала Сангада Чалорью, назначившая главой правительства крайне правого антикоммуниста Танина Краивичьена.

## В послетаммасатской политике
С 1977 деятельность «Красных гауров» прекратилась, но Судсай Хасадин продолжал государственную службу при военных правительствах. Возглавлял государственную транспортную компанию. С марта по декабрь 1981 Судсай Хасадин был руководителем канцелярии премьер-министра Према Тинсуланона. Являлся близким сотрудником генерала Самака Сунтхаравета — видного правого политика, тоже активного участника событий осени 1976 года.
В начале 1980-х Судсай Хасадин оказал важную помощь вьетнамским антикоммунистическим эмигрантам. Он предоставил объект на таиландской территории (прежде там располагалась его частная птицеферма) под военную базу Mặt trận Quốc — повстанческого формирования Хоанг Ко Миня и Ле Хонга. Оттуда боевики-антикоммунисты совершали атаки на территорию ЛНДР и СРВ. Поддерживал Судсай Хасадин и лаосских антикоммунистов из Neo Hom и ELOL во главе с Ванг Пао и Па Као Хэ. «Красные гауры» активно сотрудничали с ELOL, также базировавшейся в Таиланде.

## Кончина и память
Судсай Хасадин скончался от сердечной недостаточности в августе 2001.
Таммасатскую резню Судсай Хасадин считал правомерной акцией, спасением Таиланда от коммунистического захвата. Получил прозвище «Крёстный отец гауров». Он сыграл видную роль в таиландском политическом процессе: «Красные гауры» явились динамичным ударным отрядом правых антикоммунистических сил.